# Natação artística no Campeonato Europeu de Esportes Aquáticos de 2022 - Rotina técnica solo masculino
A prova da rotina técnica solo masculino da natação artística no Campeonato Europeu de Esportes Aquáticos de 2022 ocorreu no dia 12 de agosto no Foro Italico, em Roma na Itália. 

## Calendário
| Fase  | Data         | Hora  |
| ----- | ------------ | ----- |
| Final | 12 de agosto | 16:30 |

Todos os horários estão no horário local (UTC+1)

## Medalhistas
| Ouro                   | Prata                       | Bronze                |
| Giorgio Minisini (ITA) | Fernando Díaz del Río (ESP) | Ivan Martinović (SRB) |

## Resultado final
Esse foi o resultado da final.
| Pos.              | Nadador               | Nacionalidade | Pontos  |
| ----------------- | --------------------- | ------------- | ------- |
| Medalha de ouro   | Giorgio Minisini      | Itália        | 85.7033 |
| Medalha de prata  | Fernando Díaz del Río | Espanha       | 79.4951 |
| Medalha de bronze | Ivan Martinović       | Sérvia        | 58.8834 |